# ルパン三世 イタリアン・ゲーム
- ルパン三世 > ルパン三世 イタリアン・ゲーム
- トムス・エンタテインメントの作品一覧 > ルパン三世 イタリアン・ゲーム
- 金曜ロードショー > ルパン三世 イタリアン・ゲーム

『ルパン三世 イタリアン・ゲーム』（ルパンさんせい イタリアン・ゲーム）は、モンキー・パンチ原作のアニメ『ルパン三世』のTVスペシャルシリーズ第25作。2016年1月8日に日本テレビ系列の『金曜ロードSHOW!』にて放送。視聴率は10.7％。また、2019年1月18日に同枠で再放送されたほか、同年11月19日にも『映画天国』で再放送された。

## 概要
2015年12月13日に放送決定の旨が発表された。2013年に放送された前作『ルパン三世 princess of the breeze 〜隠された空中都市〜』以来、およそ2年2か月ぶりのTVスペシャルである。『TV第4シリーズ』が放送中のTVスペシャルであり、TVシリーズとTVスペシャルが同時期に放送された初の事例となる。
本作はTVスペシャルとしては初めてTVシリーズからの素材流用を行っており、『TV第4シリーズ』の準レギュラーである少女富豪レベッカ・ロッセリーニとMI-6のニクスが初登場した第1話「ルパン三世の結婚」と第3話「生存率0.2％」、第1話の前日譚となるレベッカとルパンの出会いを描いた日本未放映回「ノンストップランデブー」を流用することでTVシリーズを見ていない視聴者に彼らを紹介し、さらに新作パートを追加することで本作オリジナルの仮面伯爵と名乗る人物とルパンとの「カリオストロ伯爵の遺産」を巡る心理戦・争奪戦を描いている。このため、キャラクターデザインや作風は『TV第4シリーズ』と同じものとなっている。またTVスペシャルでは珍しく、全編を通じてゲストキャラクターに死者が出ていない。『TV第4シリーズ』を基本としているため、歴代TVスペシャルでは唯一、ルパンは赤いジャケットを一切着用していない。
サブタイトルの「イタリアン・ゲーム」はチェスのオープニング（序盤定跡）の名称であり、イタリアを舞台としていることと、仮面伯爵が「遺産」を巡る各勢力をチェスの駒に例えたことによる。なお、本作のターゲットとなる遺産を残した「カリオストロ伯爵」は18世紀のヨーロッパに実在したアレッサンドロ・ディ・カリオストロであり、1979年公開の劇場映画第2作『ルパン三世 カリオストロの城』の敵役として登場したラザール・ド・カリオストロではない。

## あらすじ
舞台はイタリア。ルパン三世はオタクの少年に捕らわれたレベッカという少女を助け、その可愛さに一目惚れした彼はレベッカに結婚まで申し出る。一方その裏では、仮面伯爵と名乗る謎の人物が「カリオストロの遺産」を狙おうと暗躍していた。ルパン一味はカリオストロの遺産を手に入れるため、仮面伯爵の勝負に挑むことになる。

## 登場人物

### メインキャラクター
ルパン三世
かの名高き怪盗アルセーヌ・ルパンの孫で、自らも世界的な大怪盗かつ変装の達人。
レベッカに一目惚れして結婚するが、真の狙いはお宝を奪うための芝居であった。
次元大介
コンバットマグナムを使う射撃の名手でルパンの相棒。
ルパンに振り回されながらも、彼のサポートをする。
石川五ェ門
古の大泥棒・石川五ェ門の十三代目。最強の刀「斬鉄剣」を使う居合い抜きの達人。
ルパンに対して呆れたり、愛想をつかす場面が多い。
峰不二子
ルパン一味の紅一点で、付かず離れずの存在。時にはルパンたちを利用したり、裏切ったりすることも多い。
仮面伯爵の召使として、君臨していた。
銭形警部
ルパン一味を追うICPOの捜査官。ルパン専任捜査官であるため、ルパンに関係する事件なら世界中どこでも捜査権が認められている。
ルパン逮捕に熱心なのは相変わらずで、事情が変わると休戦することもいくつかあるが、本人は否定している。

### ゲストキャラクター
レベッカ・ロッセリーニ
声 - 藤井ゆきよ
『TV第4シリーズ』準レギュラー。サンマリノの9大名家の1つであるロッセリーニ家の若き女当主にしてイタリア最大のホテルチェーンの総帥、さらにモデルやデザイナーや作家や女優をも掛け持つスーパーセレブ。その派手な行状が注目の的となる大人気のゴシップクィーンで自分の追っかけである狂信的なファンによって列車に閉じ込められるが、ルパンによって救われてその一件からルパンの存在を知る。
お宝を狙って自身に接近してきたルパンの意図を察しつつも、あえて彼の求婚に応じ結婚しスリルに飢えている自身を満足させるため、ルパンの獲物であるサンマリノの秘宝「リベルタスの宝冠」を狙う。しかし、その一部始終を自身のパパラッチであるサロに撮られてしまい、彼の提示する条件として「カリオストロ伯爵の遺産」を手に入れようとする。当初はルパンを自身の楽しみのための遊び相手としか考えていなかったが、自分の信念を貫くルパンに本当に惹かれる。
『ルパン三世 PART5』にも登場している。
ロブソン・ズッコーリ
声 - 山野井仁
『TV第4シリーズ』準レギュラー。ロッセリーニ家の執事で通称ロブ。自由奔放でわがままなレベッカに苦労をされながらも常に忠実に補佐する。
レベッカの泥棒としての側面を知る数少ない人物の1人であり、「リベルタスの宝冠」でのレベッカのスキャンダルから彼女の立場やロッセリーニ家の名誉を護るために彼女と共に「カリオストロ伯爵の遺産」を入手しようとする。
ニクス
声 - 咲野俊介
『TV第4シリーズ』準レギュラー。イギリス情報部MI-6のエージェント。「ニクス」とはギリシア神話の夜の女神を意味するコードネーム。
物音と反響だけで相手の居場所をつかむエコーロケーション能力を持ち、その能力で先回りすることで「マリー・アントワネットの首飾りの欠片」に関わる次元を捕らえ、ルパンを追う。また銃や格闘の腕も超一流で戦術と高い計算能力でルパンに止めを刺す寸前まで追いつめるが、それを計算に入れたルパンの策略で失敗に終わった。
ピエトロ・パニーニ
声 - かぬか光明
レベッカの追っかけである眼鏡をかけたおたく。レベッカのファンだが、彼女に対して異常なまでの恋心を抱いており、そのことを知った仮面伯爵と取引し、銃と大量の爆弾を入手して、レベッカとロブソンを誘拐する。列車に乗り込み無人で暴走させて彼女に「自分と結婚するか、急カーブから列車ごと湖の奈落に落ちて共に心中するか」という条件を出して彼女を手に入れようと企むが、ルパンと銭形が登場し、ルパンから「自分はレベッカのフィアンセ」と聞かされて怒りに我を忘れて襲い掛かるも、ルパンと銭形のタッグで起爆装置を破壊されて運転室も乗っ取られてしまった。列車が無事停止した後に逮捕され、連行中にレベッカに対して「フィアンセがいるなんて聞いてない!」と憤慨した。
セルジオ・カルドーネ
声 - 宮内敦士
イタリア警察の警部。レベッカの誘拐事件でルパンがイタリアにいることを知り、銭形に共同捜査を要請するが、断られてしまう。「リベルタスの宝冠」の騒動後に銭形に再度協力を申し込み、「カリオストロ伯爵の遺産」の情報を提供し彼と共にルパンたちを追い詰める。
しかし、実は途中でガスパーレが銭形を欺くために拉致されていた。
サロ
声 - 石塚運昇
レベッカ専属のパパラッチ。サングラスにラフな格好をした優男。
レベッカの派手な行状が注目の的となるために彼女を記事にすることで美味しい思いができるとレベッカ本人に言うなど軽い性格だが、彼女の常識外れの発言に呆気にとられていた。「リベルタスの宝冠」の一部始終を撮り彼女を脅迫し、スキャンダルの代わりの条件としてレベッカたちを使い「カリオストロ伯爵の遺産」を狙う。
しかし、実は途中でガスパーレがレベッカたちを利用するために拉致された。
ガスパーレ・バルサモ
声 - 島田敏
バルサモ家の気の弱そうな当主で、「カリオストロ伯爵」と呼ばれたアレッサンドロ・ディ・カリオストロこと「ジュゼッペ・バルサモ」の子孫。
先祖である「カリオストロ伯爵」を敬愛しており、先祖の汚名をそそぐためにルパンたちに協力を願い、ルパンたちと共に「カリオストロ伯爵の遺産」を発見しようとする。性格はどこか卑屈であり、同じ末裔であるルパンやレベッカとは違い自身は潰れかけた家柄の主でしかないことに嫉妬を感じている。
当初は子孫ということでルパンたちから仮面伯爵と疑われ否定したが、ルパンたちの察しの通り本作の黒幕である。真の目的は、現代の「カリオストロ伯爵」として先祖の宝を手に入れることである。時折、セルジオやサロに成り済まし、ルパン一味や銭形そしてレベッカたちに情報をリークしつつ彼らを駒のように扱って目的の宝に辿り着いた。しかし、隙を突かれてルパンに宝を奪われ、先祖の栄光に縋ってばかりいることを指摘されて逆上するも、先祖に関係なく「ルパン三世」として自分の信念を貫き通すルパンの言葉に何かを悟る。洞窟の崩壊で落下しそうになるところをルパンに助けられた後、銭形に逮捕されて拘置所に収監されるが、憑き物が落ちたように穏やかな笑顔を浮かべていた。
仮面伯爵
声 - 津田健次郎
「カリオストロ伯爵の遺産」の裏で暗躍する謎の人物。ルパンを「怪盗ルパンの末裔」と呼ぶ。仮面舞踏会のような仮面を付けて中世ヨーロッパの貴族のような衣装を身に纏う。不二子と組んでルパンに挑戦状を送り、「遺産」を巡る各勢力をチェスの駒に例え「イタリアン・ゲーム」を開始する。
実はガスパーレが用意した架空の存在に過ぎず、ルパンが部屋に現れた後、姿を見せなくなった。なお、ガスパーレはニクスの戦術と高い計算能力に目をつけ、彼を「仮面伯爵」の正体だとルパンたちに疑わせようとするが、その際に迂闊に銭形やレベッカのことを口走ったため、逆にルパンに正体を見抜かれてしまう。

## 声の出演
- ルパン三世 - 栗田貫一
- 次元大介 - 小林清志
- 石川五ェ門 - 浪川大輔
- 峰不二子 - 沢城みゆき
- 銭形警部 - 山寺宏一
- レベッカ・ロッセリーニ - 藤井ゆきよ
- ロブソン・ズッコーリ - 山野井仁
- ニクス - 咲野俊介
- パーシバル・ギボンズ - 藤真秀
- ピエトロ・パニーニ - かぬか光明
- 仮面伯爵 - 津田健次郎
- ガスパーレ・バルサモ - 島田敏
- サロ - 石塚運昇
- セルジオ・カルドーネ - 宮内敦士
- 職員A - 出牛力
- 職員B - 土屋直人
- 所長 - 堀越富三郎
- ロブソン役の俳優 - さかき孝輔
- ピエトロ役の俳優 - 関雄
- 店員 - 佐治和也
- パトリック - 土田大
- マルコ・ゾフ - 小田桐一
- リオネロ - 東和良
- 衛兵 - 今村一誌洋
- ジェームス皇太子 - 清水秀光
- エージェントA - 中林俊史
- エージェントB - 山橋正臣
- エージェントC - 古屋家臣
- ジェームスの側近 - 越後屋コースケ
- 女性音声 - 千田ミヤコ

## スタッフ
- 原作 - モンキー・パンチ
- 総監督 - 友永和秀
- 監督 - 矢野雄一郎
- 脚本 - 高橋悠也
- キャラクターデザイン - 横堀久雄
- キャラクターデザイン補佐 - 稲手遥香、田口麻美
- プロップデザイン - 田口麻美、稲手遥香、仁保知行、坂巻貞彦、竹上貴雄、佐久間千秋、うつのみや理
- 絵コンテ - 矢野雄一郎、富沢信雄、増田敏彦、友永和秀
- 演出 - 矢野雄一郎、小山田桂子、長岡義孝、友永和秀、富沢信雄、三家本泰美
- 作画監督 - 横堀久雄、末永宏一、髙橋優也、酒向大輔、滝口禎一、坂巻貞彦、山川宏治、野口寛明、白井裕美子、小林ゆかり、安斉佳恵
- 美術監督 - 山子泰弘
- 美術設定 - 山子泰弘、うつのみや理、河野次郎
- 色彩設計 - 山本智子
- 撮影監督 - 田沢二郎（T2スタジオ）
- CG監督 - 田村和弘
- 編集 - 笠原義宏
- 音響監督 - 清水洋史
- 音響効果 - 倉橋静男
- 録音 - 池田裕貴
- 音楽 - 大野雄二
- 音楽プロデューサー - 堀田卓也
- OPアニメーション - 森本晃司
- 企画プロデュース - 加藤州平
- プロデューサー - 浄園祐、稲毛弘之、塩出正樹、鈴木信也、奈良駿介、佐野絵梨
- アソシエイトプロデューサー - 鈴木禎、森谷美幸
- アニメーションプロデューサー - 井内知樹
- アニメーション制作 - テレコム・アニメーションフィルム
- 企画・制作 - 日本テレビ
- 製作・著作 - トムス・エンタテインメント

## メインテーマ
「THEME FROM LUPIN III 2015」
作曲・編曲 - 大野雄二 / 演奏 - You & Explosion Band
「メランコリー・ベイビー」
歌 - 佐々木詩織 / 作曲・編曲 - 大野雄二 / 作詞 - 崎谷健次郎

## Blu-ray・DVD
- 【Blu-ray】ルパン三世 イタリアン・ゲーム（2016年3月23日発売）
- 【DVD】ルパン三世 イタリアン・ゲーム（2016年3月23日発売）